# A Day to Remember
Gli A Day to Remember (spesso abbreviato in ADTR) sono un gruppo musicale metalcore/pop punk statunitense formatosi nel 2003 a Ocala, Florida.
Il gruppo è nato dall'idea del cantante Jeremy McKinnon e il chitarrista Tom Denney, che ha però lasciato la formazione nel 2008. Dal 2009 i membri ufficiali sono McKinnon, i chitarristi Neil Westfall e Kevin Skaff, il bassista Joshua Woodard e il batterista Alex Shelnutt.
Dopo aver firmato con l'Indianola Records la band pubblica il suo primo album, And Their Name Was Treason, nel 2005. Successivamente firma con la Victory Records, con la quale vengono pubblicati il secondo album For Those Who Have Heart, la ristampa del loro album di debutto Old Record, Homesick e What Separates Me from You. Nel 2012 viene aperta una battaglia legale con la Victory Records, con il conseguente abbandono da parte della band dell'etichetta. Common Courtesy, il loro quinto album di inediti, viene pubblicato lo stesso mese indipendentemente. Nel settembre 2016 viene pubblicato il sesto album in studio Bad Vibrations, il primo a debuttare direttamente nella top 10 della Billboard 200. Il loro settimo album You're Welcome, è il primo a essere pubblicato con la Fueled by Ramen, con la quale la band firma nel 2019. Nel 2025 pubblicano l'ottavo album Big Ole Album Vol. 1, per la Fueled by Ramen e la Parlophone.
Il gruppo è uno dei più famosi e di maggior successo commerciale della scena metalcore internazionale, con due album e tre singoli certificati disco d'oro e un singolo certificato disco di platino dalla RIAA, e un'etichetta, uno studio discografico e un tour annuale propri.

## Storia del gruppo

### Gli inizi (2003-2004)

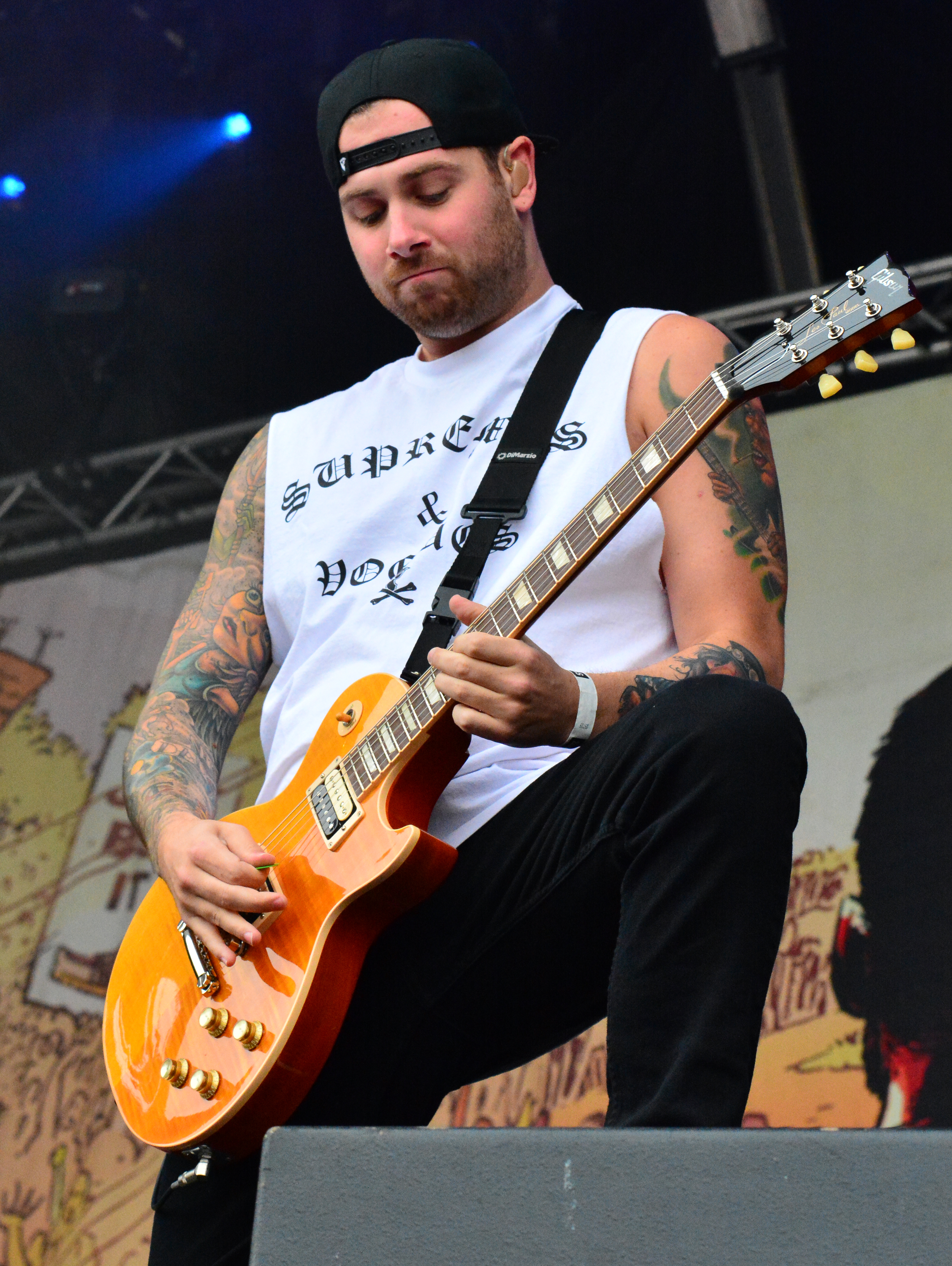
Kevin Skaff nel 2014

È il 2003 quando a Ocala, in Florida, il chitarrista dei Two Days Too Late Tom Denney propone al cantante degli All for Nothing Jeremy McKinnon di formare una nuova band insieme. A loro si unisce il batterista Bobby Scruggs, con cui iniziano a suonare anche durante alcuni spettacoli locali. Il gruppo inizialmente viene chiamato "End of an Era", ma sotto consiglio della fidanzata di un amico di Scruggs il nome viene presto cambiato in A Day to Remember. Al trio si aggiungono poi il chitarrista Neil Westfall e il bassista Josh Woodard, così che la band possa iniziare a suonare in tour "fai da te", durante i quali vengono anche distribuite le copie del loro primo demo autoprodotto, contenente cinque tracce. Successivamente Scruggs viene cacciato dalla band per alcune divergenze durante i concerti, e viene reclutato al suo posto Brandon Roberts. Questi però non si rivela all'altezza delle aspettative degli altri membri della band, e viene richiamato a far parte della formazione Bobby Scruggs.

### And Their Name Was Treason(2005)
Nel gennaio 2005 cominciano a distribuire ai loro concerti un secondo demo, indipendente e omonimo, contenente tre brani che verranno successivamente riregistrati e inseriti nel loro primo album. I molti live e la notevole carica trasmessa durante le esibizioni dal vivo vale loro l'attenzione dell'etichetta indipendente Indianola, con la quale riescono a ottenere un contratto intorno alla prima settimana di febbraio. Nell'estate dello stesso anno pubblicano il loro album di debutto And Their Name Was Treason, registrato a Ocala e prodotto da Andrew Wade. Nonostante la scarsa promozione, l'album vende oltre 8 000 copie negli Stati Uniti in meno di un anno.

### For Those Who Have Heart(2006-2008)
La band viene quindi notata dalla Victory Records, con cui firma un contratto nel 2006. Nello stesso periodo il batterista Bobby Scruggs lascia definitivamente gli A Day to Remember, venendo sostituito dal giovane Alex Shelnutt. Il loro primo album per la Victory, For Those Who Have Heart, pubblicato nel gennaio 2007, è il disco che consacra la loro fama a livello mondiale. Nel gennaio 2008 la band suona per la prima volta fuori dagli Stati Uniti, tenendo un breve tour nel Regno Unito.
Il 19 febbraio viene pubblicata un'edizione speciale di For Those Who Have Heart, comprendente il DVD di un recente concerto della band ad Ocala e 4 tracce bonus, tra le quali la cover di Since U Been Gone di Kelly Clarkson, pubblicata come singolo nell'agosto successivo e accompagnata da un video molto simile a quello del brano originale.
Il 28 ottobre 2008 viene pubblicato dalla Victory Records l'album Old Record, una ristampa del loro album di debutto And Their Name Was Treason. Nello stesso periodo vengono nominati ai Kerrang! Awards come miglior gruppo internazionale esordiente.

### Homesick (A Day to Remember)|Homesick(2009)

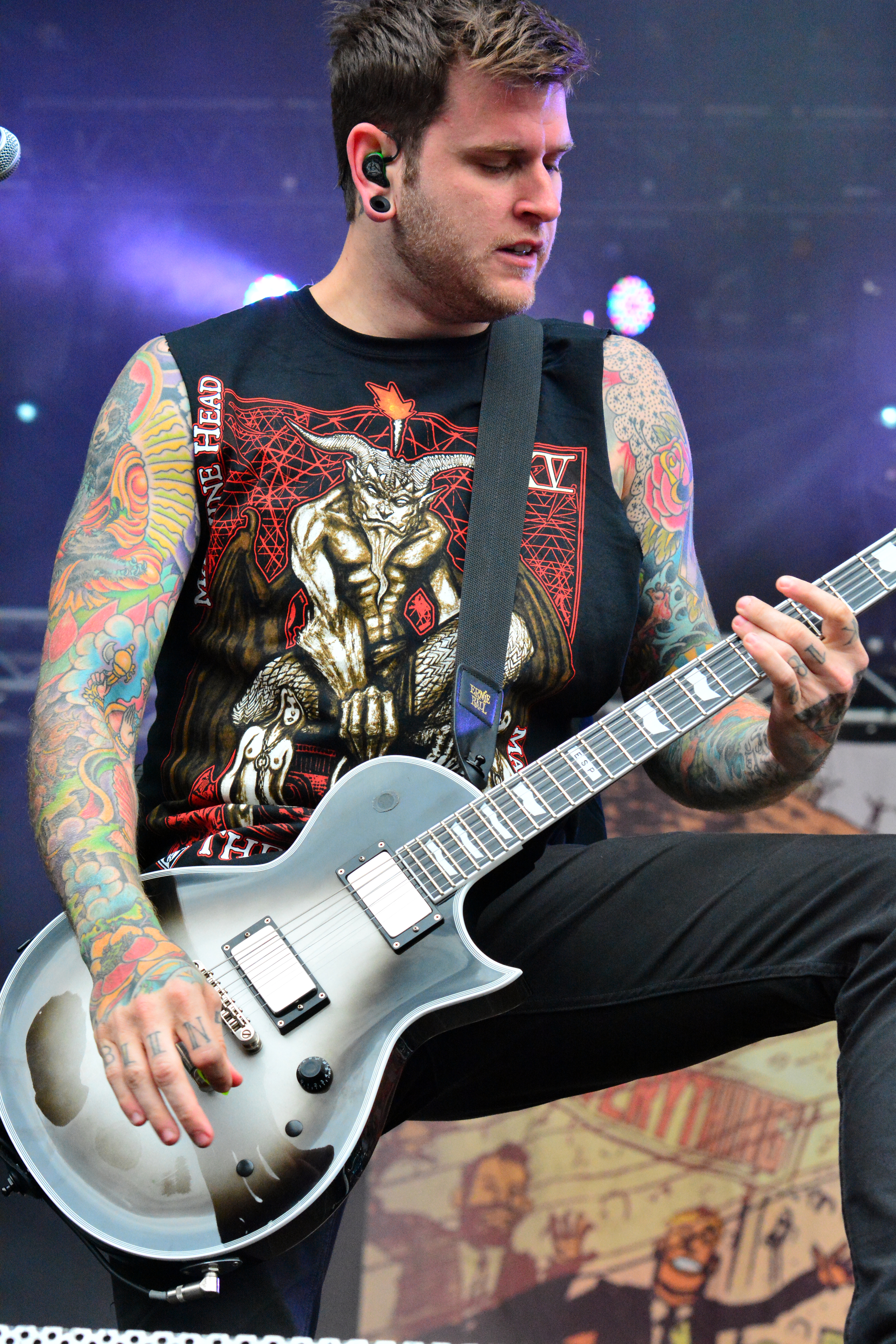
Neil Westfall nel 2014

Il 3 febbraio 2009 viene pubblicato Homesick, terzo album di inediti, che arriva alla ventunesima posizione della Billboard 200. Il bassista Joshua Woodard parlò dell'album, a suo parere il più pesante e orecchiabile che abbiano mai scritto, come un salto a un livello successivo, rappresentando tutto quello che il gruppo ha passato negli anni precedenti. Dall'album vengono estratti i singoli NJ Legion Iced Tea, The Downfall of Us All e Have Faith in Me, il cui video viene nominato ai Kerrang! Awards del 2010 nella categoria "miglior video".
Come il precedente, anche quest'album viene ripubblicato in una versione "deluxe", con l'aggiunta di due tracce bonus, e successivamente anche in un'edizione speciale con un DVD contenente un concerto della band in Svizzera.
Il 4 giugno 2009 viene annunciato che Tom Denney, chitarrista solista e seconda voce del gruppo, lascia gli A Day to Remember per focalizzare la sua vita sul suo recente matrimonio e per motivi di salute che gli impediscono una presenza costante durante i lunghi tour del gruppo. Viene scelto come suo sostituto l'ex chitarrista dei Four Letter Lie Kevin Skaff, che ha già suonato con la band in alcune date in Europa proprio in sostituzione di Denney, assente per via di un polso rotto. Nella stessa occasione Denney annuncia che lascia il gruppo come chitarrista ma non come scrittore e produttore, in quanto continuerà a lavorare con la band anche negli album successivi. L'ultimo brano realizzato con Denney alla chitarra è stata una cover di Over My Head (Cable Car) dei The Fray, inserita nella compilation Punk Goes Pop 2 del marzo 2009.
Nel dicembre 2009 la band pubblica il brano inedito Right Where You Want Me to Be come regalo di Natale ai fan, accompagnato da un video musicale diretto da Drew Russ. Il brano è il primo realizzato con Kevin Skaff, che appare anche nel video. Viene successivamente inserito, insieme a un brano acustico e alle cover di Since U Been Gone e di Over My Head (Cable Car), nell'EP del 2010 Attack of the Killer B-Sides.

### What Separates Me from You(2010-2012)
Il 15 novembre 2010 esce il loro quarto album in studio, intitolato What Separates Me from You, che riscuote un ottimo successo vendendo in meno di un mese oltre 80 000 copie solo negli Stati Uniti, anche grazie ai singoli All I Want, It's Complicated e All Signs Point to Lauderdale, che raggiungono tutti buone posizioni nelle classifiche alternative e rock statunitensi. Il video di All I Want, inoltre, riceve una nomination nella categoria "miglior video" ai Kerrang! Awards del 2011.
Il 15 dicembre 2011 viene annunciato che gli A Day to Remember hanno in piano di rompere il contratto che li lega alla Victory Records, dichiarando che l'etichetta deve loro oltre 75.000 dollari per i diritti d'autore. Per tutta risposta, la Victory dichiara che in realtà la band non vorrebbe rispettare il contratto (che prevede l'uscita di almeno 5 album) e che vorrebbe spostarsi a un'etichetta maggiore, ma che tuttavia è sicura che le cose si risolveranno nel migliore dei modi per entrambe le parti. Successivamente gli A Day to Remember consegnano il seguente messaggio alla rivista Alternative Press:
Il 27 febbraio 2012 viene pubblicato un video ufficiale per 2nd Sucks, diretto dal collaboratore di vecchia data della band Drew Ross. Alla fine dell'anno gli A Day to Remember vengono inoltre nominati come gruppo di maggior successo nel 2011 in un sondaggio di MTV.

### Common Courtesy(2013-2015)

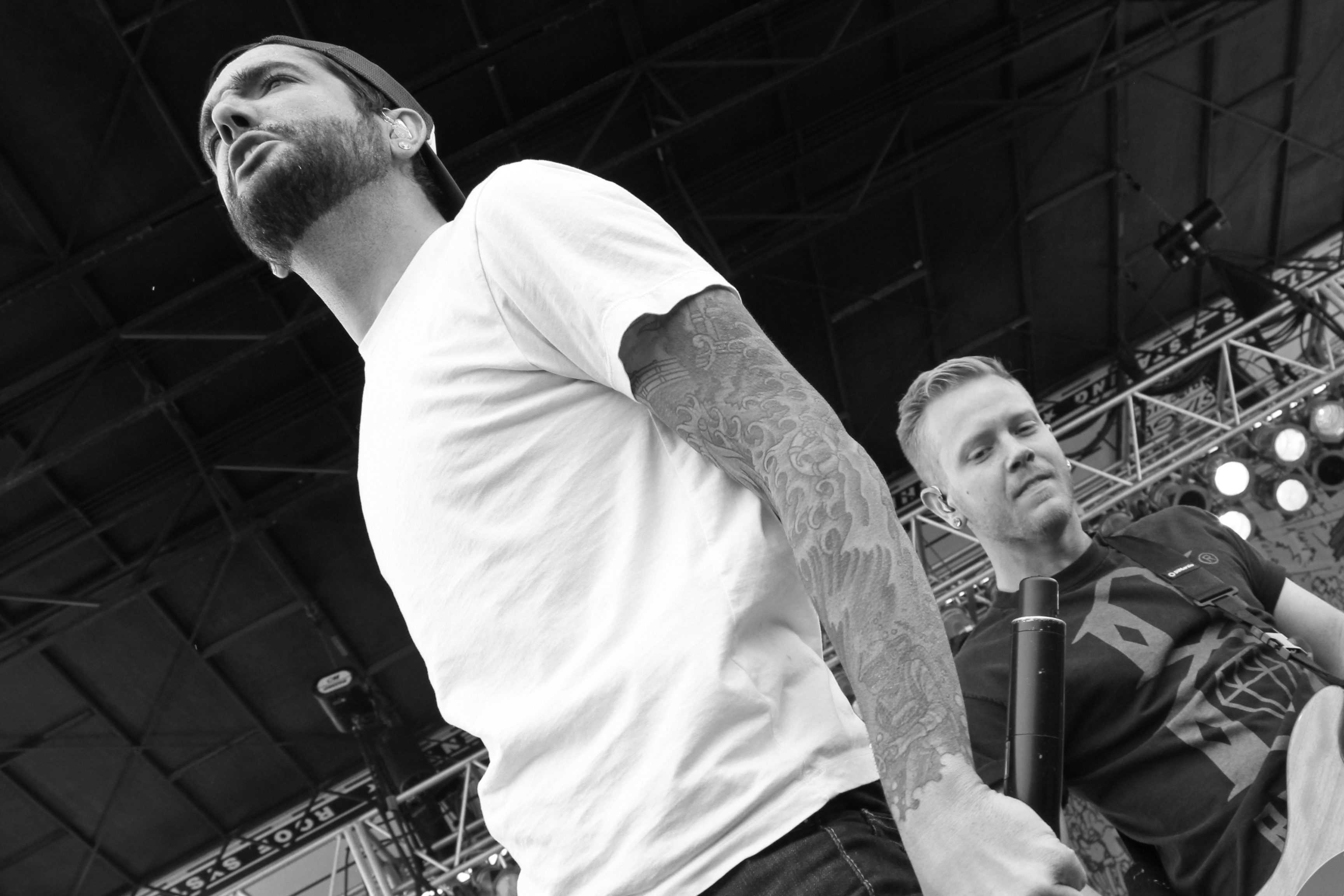
Jeremy McKinnon e Joshua Woodward a Richmond nel 2014

L'8 maggio 2012 la band annuncia che il quinto album in studio si intitolerà Common Courtesy. Il 21 dicembre dello stesso anno pubblicano sul loro sito ufficiale il brano Violence (Enough Is Enough), che farà parte del nuovo album.
Il 21 gennaio 2013 vengono annunciate le date per il loro Right Back at It Again Tour, che li vedrà impegnati per tutta la primavera nei principali centri degli Stati Uniti e, dal 5 giugno, anche in Europa e in Australia. Ad accompagnarli figurano gruppi come Of Mice & Men, Chunk! No, Captain Chunk! e Pierce the Veil.
Il 5 ottobre viene annunciato che gli A Day to Remember hanno avuto il permesso, da parte del giudice che si occupa della causa legale con la Victory Records, di pubblicare il loro album indipendentemente.
L'8 ottobre 2013 Common Courtesy viene reso disponibile per l'acquisto in formato digitale esclusivamente sul sito ufficiale degli A Day to Remember. Ad anticipare la sua uscita viene pubblicato il primo singolo Right Back at It Again, in onda sulle radio statunitensi a partire dal giorno prima. Successivamente viene annunciata anche una versione completa dell'album sia fisica che digitale contenente altri tre brani inediti, che viene pubblicata il 25 novembre dello stesso anno. Dopo la sua pubblicazione ufficiale l'album riscuote presto un discreto successo internazionale, entrando per la prima volta anche nelle classifiche di paesi europei come Austria, Belgio e Germania. A dicembre il disco ha venduto oltre 92 000 copie, per poi raggiungere la cifra di oltre 200 000 copie vendute solo negli Stati Uniti nel maggio del 2014, pur essendo stato pubblicato senza alcuna etichetta e promozione esterna a quella della band stessa. End of Me, il secondo singolo estratto da Common Courtesy, viene pubblicato il 25 marzo 2014, ricevendo una buona accoglienza radiofonica.
Nel maggio 2014 la band viene nominata in tre categorie (artista dell'anno, album dell'anno, miglior band dal vivo) alla prima edizione degli Alternative Press Music Awards, durante la quale si esibiscono con City of Ocala e Right Back at It Again.
Nel 2015 gli A Day to Remember si dedicano a un'intensa attività dal vivo, e ottengono diverse nomination agli Alternative Press Music Awards di quell'anno e ricevendo il premio come migliore band dal vivo. Ottengono una candidatura nell'omonima categoria anche ai Kerrang! Awards 2015.

### Bad Vibrations(2016-2018)
Il 9 marzo 2016, durante un'intervista con Zane Lowe per Apple Music, Jeremy McKinnon annuncia che nell'ultimo anno, tra una serie di tour e l'altra, gli A Day to Remember hanno anche lavorato alla registrazione di materiale inedito per un nuovo album; nella stessa occasione presenta un nuovo singolo del gruppo, Paranoia. Il 2 giugno esce un altro singolo inedito accompagnato da un video ufficiale, Bad Vibrations, e viene annunciato che il sesto album in studio del gruppo, intitolato anch'esso Bad Vibrations, verrà pubblicato indipendentemente il 19 agosto 2016 sotto distribuzione Epitaph Records. Insieme alla pubblicazione del terzo singolo Bullfight, il 25 luglio viene annunciato che la data di uscita di Bad Vibrations è stata posticipata al 2 settembre 2016.
In estate si esibiscono come band principale agli Alternative Press Music Awards 2016, mentre ottengono il premio come miglior gruppo internazionale ai Kerrang! Awards dello stesso anno.
Alla sua uscita nel settembre successivo, Bad Vibrations ottiene ottimi traguardi nelle classifiche internazionali (in particolare il primo posto in Australia e il secondo negli Stati Uniti), risultando l'album dal miglior debutto commerciale di sempre degli A Day to Remember. Dopo l'uscita dell'album, il gruppo si dedica a un'intensa attività dal vivo sino all'estate 2018.

### You're Welcome(2019-2021)

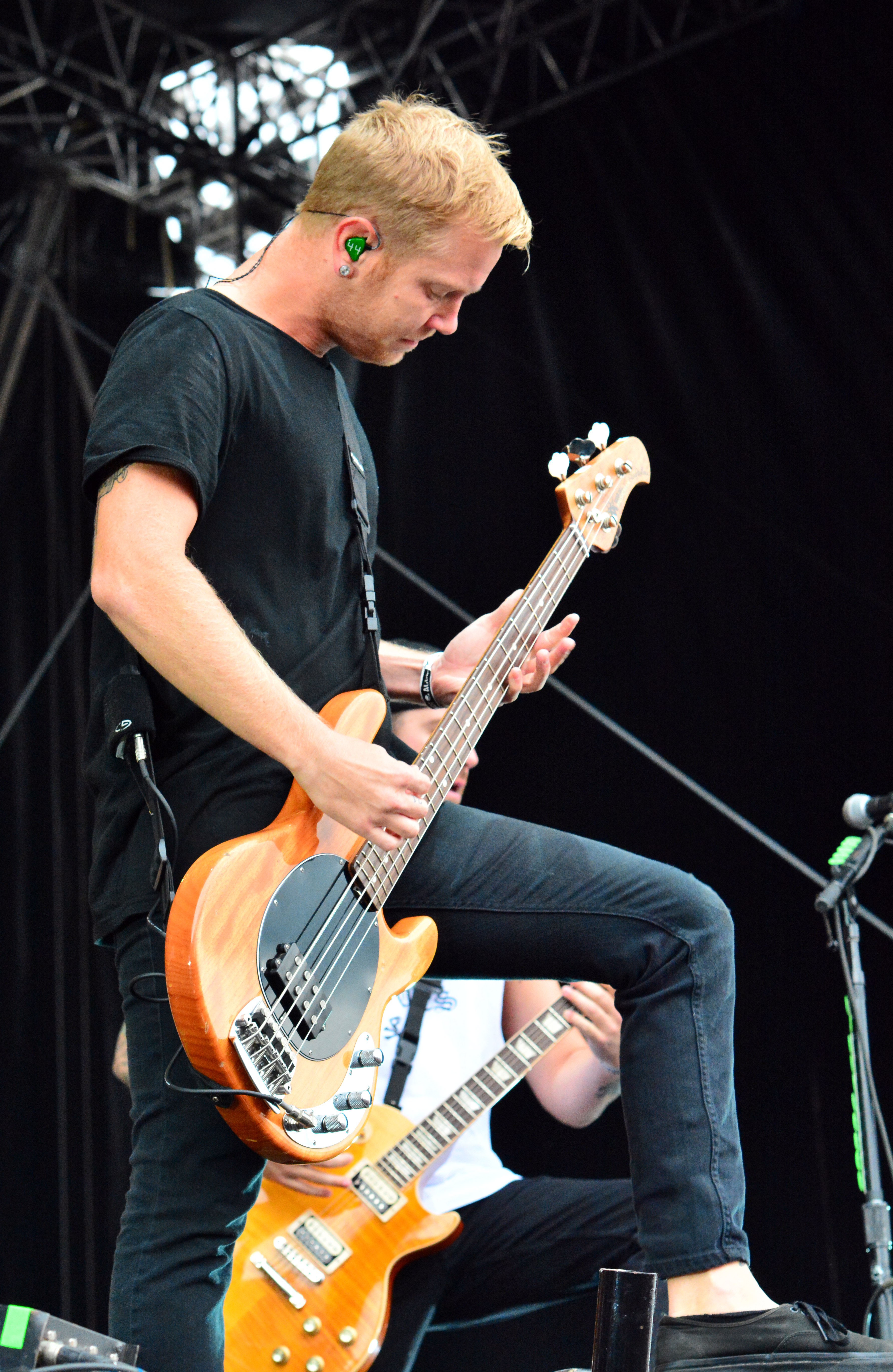
Joshua Woodard in concerto nel 2014

Dopo quasi tre anni senza nessuna pubblicazione inedita, nel giugno 2019 gli A Day to Remember appaiono come artista ospite nel singolo Rescue Me del DJ statunitense Marshmello, marcando la prima collaborazione ufficiale del gruppo con un altro artista. Il brano è il primo degli A Day to Remember ad entrare nella Billboard Hot 100, al 92º posto.
Due mesi dopo, il gruppo annuncia la firma di un contratto discografico con la Fueled by Ramen con l'uscita del singolo Degenerates e l'avvio di un tour omonimo, il The Degenerates Tour, con Beartooth e I Prevail. Il singolo anticipa inoltre il settimo album in studio del gruppo, intitolato You're Welcome. Inizialmente programmata per il 15 novembre 2019, l'uscita del disco è stata posticipata a data indefinita a causa di ritardi nella postproduzione, e successivamente al dilagarsi della pandemia di COVID-19 in tutto il mondo.
Il 22 novembre 2019 viene pubblicato il secondo singolo estratto dall'album, Resentment. Il 15 aprile 2020, ancora senza alcuna data di pubblicazione ufficiale annunciata per il nuovo album, viene pubblicato un terzo singolo inedito, Mindreader.
All'uscita del quarto singolo Brick Wall, il 18 novembre 2020 viene ufficialmente fissata un'altra data di pubblicazione per l'album You're Welcome, questa volta per il 5 marzo 2021. 
Il 25 gennaio 2021 pubblicano l'album dal vivo acustico Live at The Audio Compound, insieme a un video per il brano Everything We Need suonato acustico e live. Il 27 gennaio Everything We Need esce come quinto singolo di You're Welcome. Il 13 ottobre 2021 il bassista Joshua Woodard si è allontanato dalla band per risolvere questioni riguardanti accuse di molestie sessuali nei confronti di una fan, risalenti ad anni prima.

### MiracleeBig Ole Album Vol. 1(2022-presente)
Il 22 luglio 2022 esce il singolo inedito Miracle, prima che il gruppo si imbarchi da prima nel Just Some More Shows Tour e successivamente nel Reassembled: Acoustic Theater Tour negli Stati Uniti. Da gennaio a febbraio 2023 sono invece i principali supporter del Post-Human Tour dei Bring Me the Horizon in Europa, prima di tornare da headliner in Sud America nel marzo dello stesso anno.
Nell'ottobre 2023 For Those Who Have Heart, secondo album in studio del gruppo, viene ripubblicato dalla Craft Recordings in una nuova versione rimasterizzata e remissata.
Il 31 maggio 2024, a sorpresa, esce il singolo inedito Feedback, mentre per tutto giugno e luglio il gruppo è in tour negli Stati Uniti con il The Least Anticipated Album Tour.
Il 18 febbraio 2025 viene pubblicato, per Fueled by Ramen e Parlophone, senza nessun preannuncio di alcuna sorta, l'ottavo album in studio Big Ole Album Vol. 1, accompagnato da due singoli inediti intitolati Make It Make Sense e LeBron.

## Stile musicale e influenze
Gli A Day to Remember sono stati etichettati dai mass media principalmente come metalcore, post-hardcore e pop punk. AllMusic ha descritto la loro musica come un mix di emo, hardcore e metal. Per la varietà dei generi a cui il gruppo è stato associato, spesso viene utilizzato semplicemente il termine alternative rock per descrivere il loro stile. Jeremy McKinnon stesso definisce la band come metà metalcore e metà pop punk, affermando che le diverse sfaccettature della loro musica possono portarli a essere un gruppo metal, hardcore, rock e pop allo stesso tempo. In un'intervista del 2011 disse: 

La loro tendenza a mescolare caratteristiche hardcore e melodie tipiche del pop hanno portato alcuni fan a definire la band come "pop mosh", termine successivamente utilizzato da altri per riferirsi a band dallo stile musicale simile. Il bassista Joshua Woodard disse a proposito: 
La loro caratteristica mescolanza di sonorità pesanti a parti più melodiche, in una fusione di metalcore e pop punk, è stata fatta rientrare sotto l'easycore, etichetta a cui la stessa band si è adeguata dando vita nel 2008, insieme ai New Found Glory, all'Easycore Tour.
Alcuni membri del gruppo hanno citato New Found Glory, blink-182, NOFX, Bury Your Dead, Comeback Kid, Millencolin, On Broken Wings e Seventh Star come influenze.

## Formazione

### Formazione attuale
- Jeremy McKinnon – voce (2003-presente)
- Kevin Skaff – chitarra solista, voce secondaria (2009-presente)
- Neil Westfall – chitarra ritmica, voce secondaria (2003-presente)
- Alex Shelnutt – batteria (2006-presente)

### Ex componenti
- Joshua Woodard – basso (2003-2004, 2004-2021)
- Tom Denney – chitarra solista, voce secondaria (2003-2009)
- Bobby Scruggs – batteria (2003-2004, 2004-2006)
- Brandon Roberts – batteria (2004)

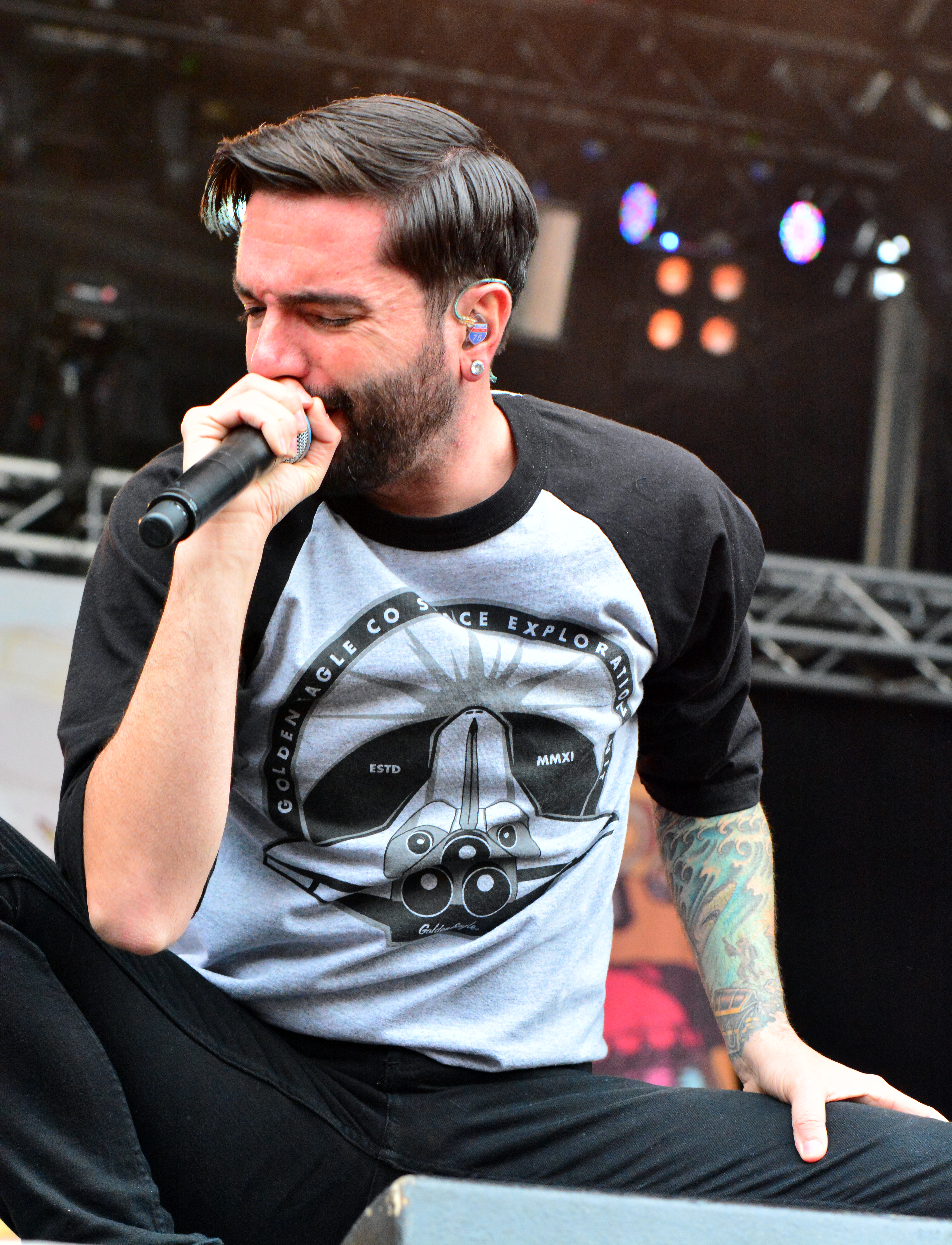
Jeremy McKinnon
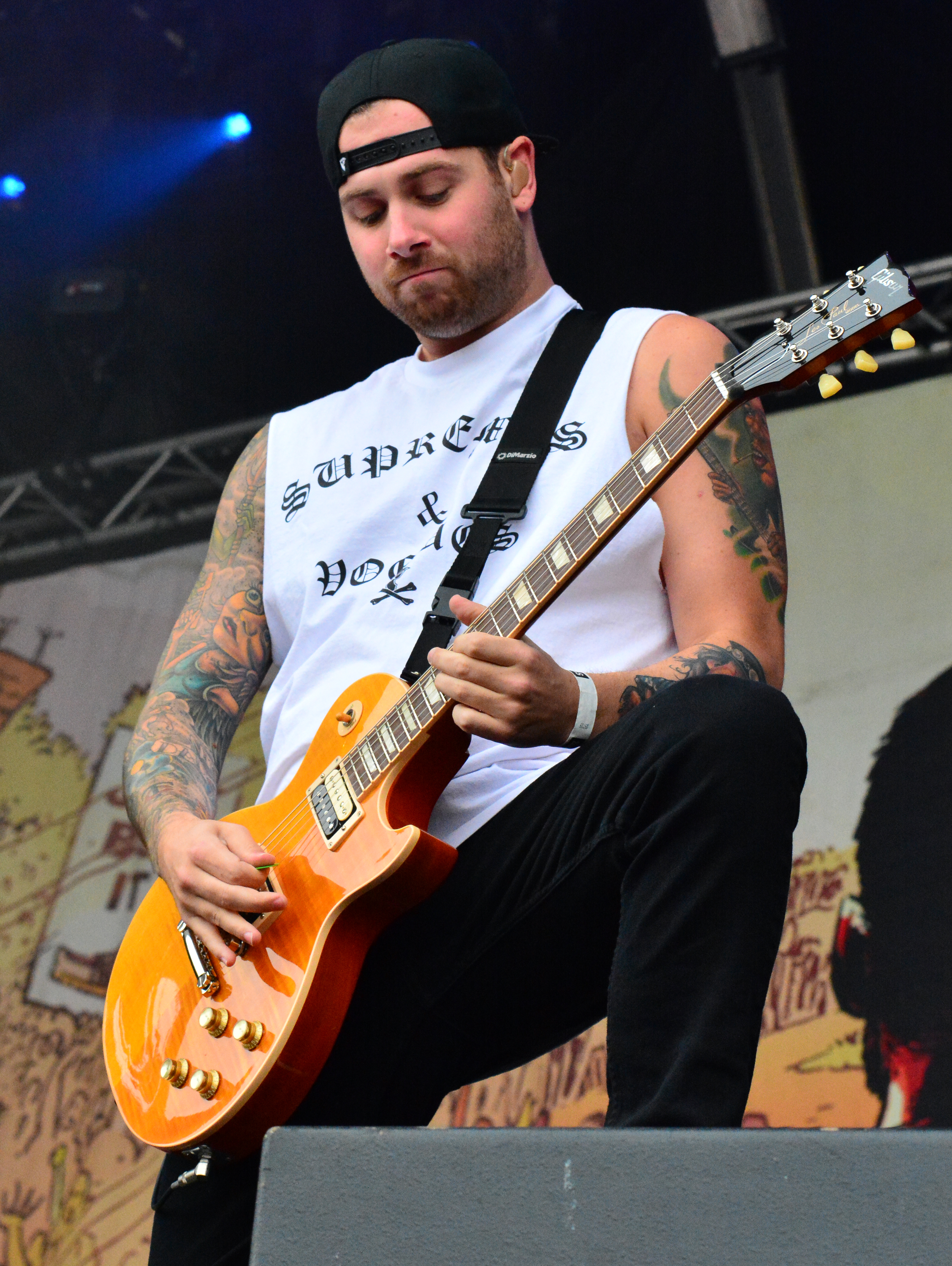
Kevin Skaff
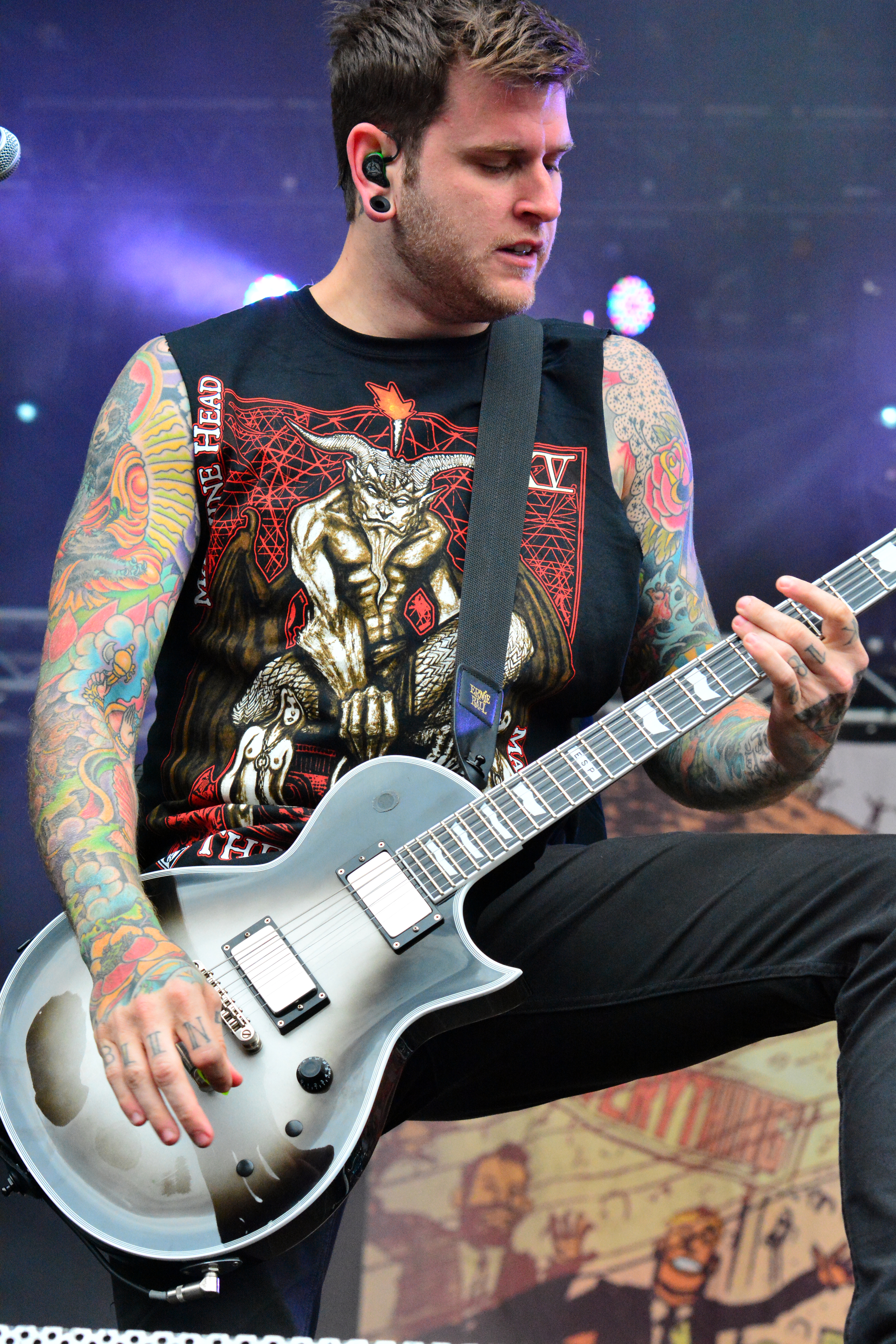
Neil Westfall
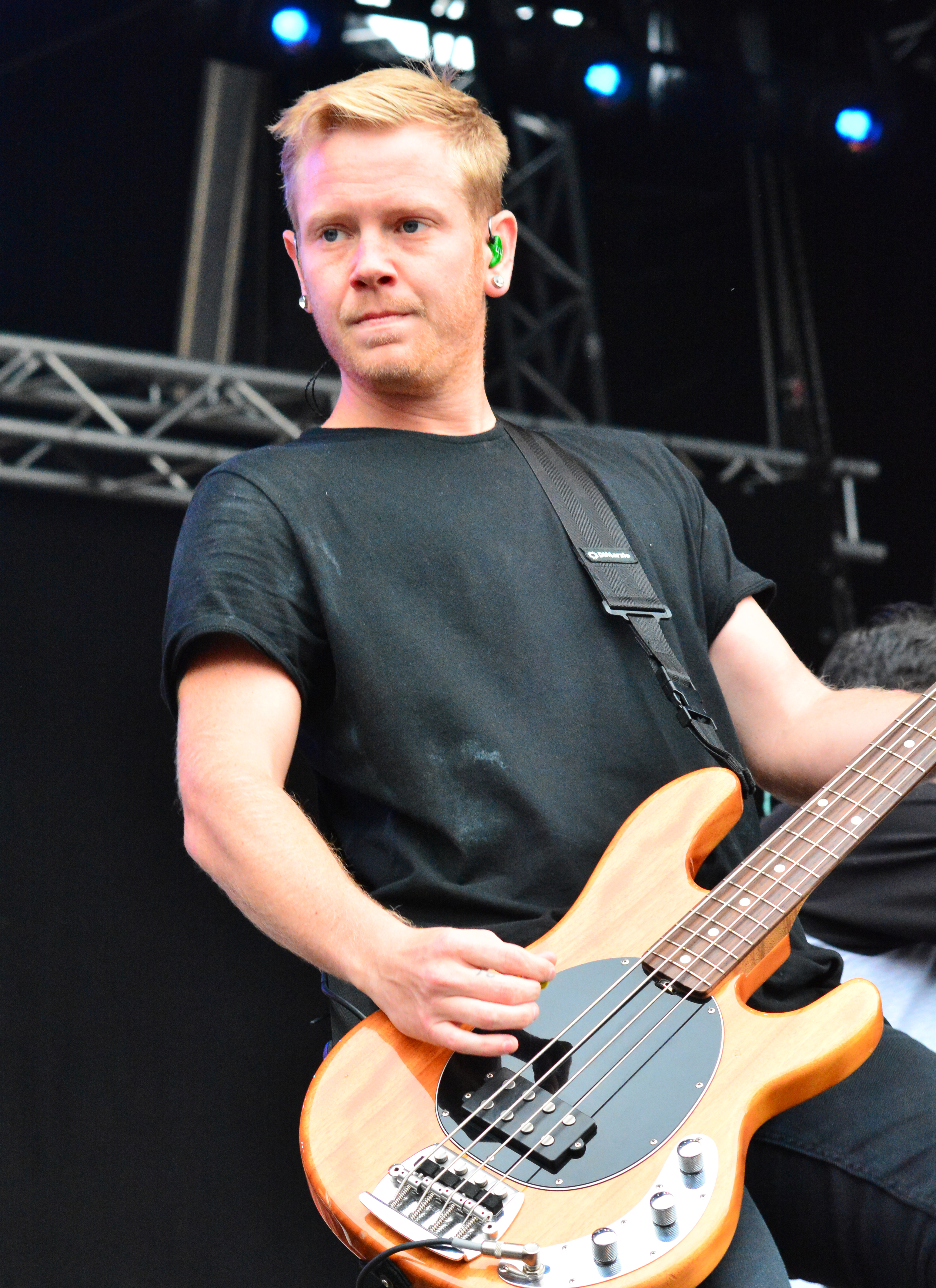
Joshua Woodard
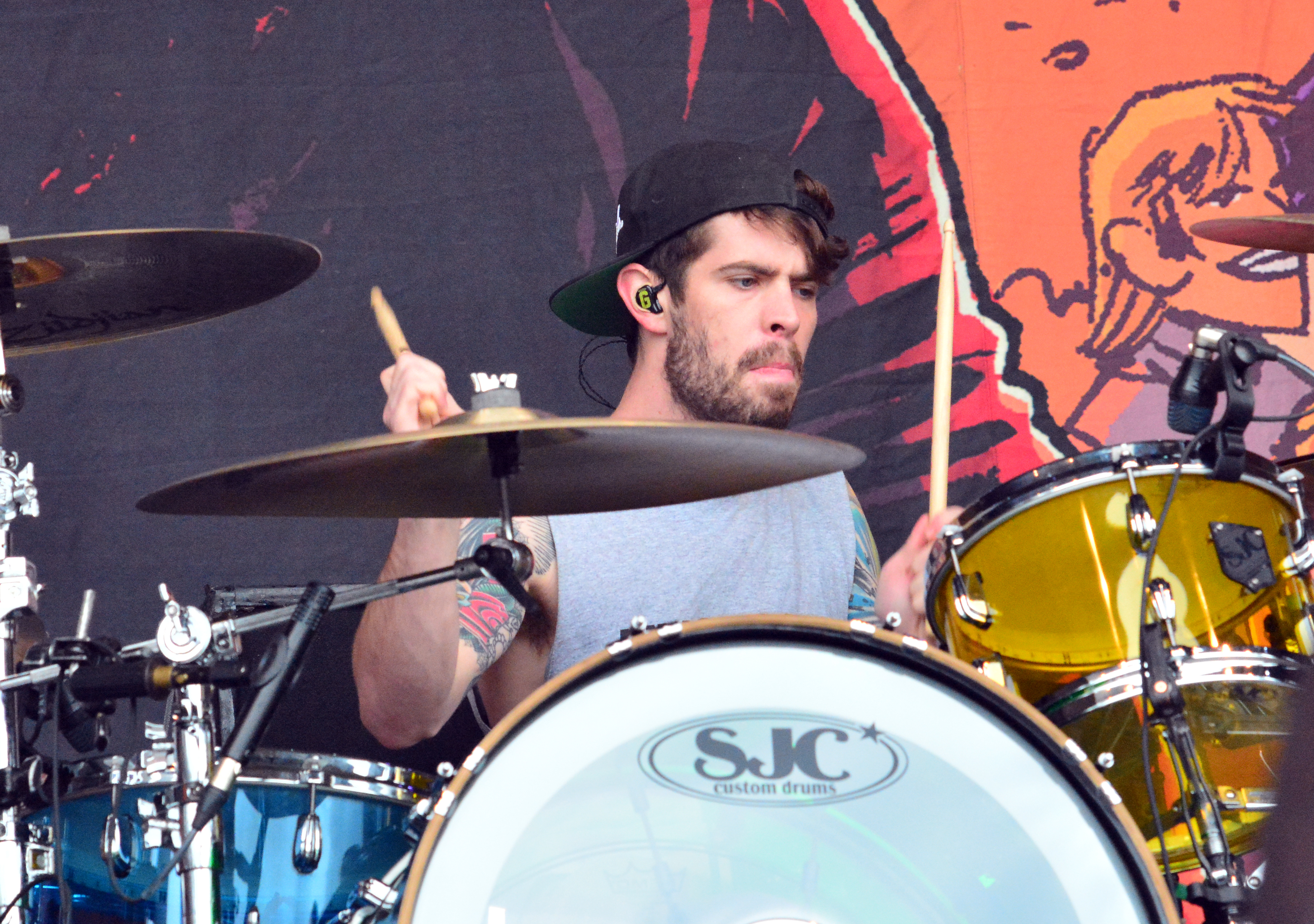
Alex Shelnutt

## Discografia

### Album in studio
- 2005 – And Their Name Was Treason
- 2007 – For Those Who Have Heart
- 2009 – Homesick
- 2010 – What Separates Me from You
- 2013 – Common Courtesy
- 2016 – Bad Vibrations
- 2021 – You're Welcome
- 2025 – Big Ole Album Vol. 1

### Album dal vivo
- 2021 – Live at The Audio Compound

## Premi e riconoscimenti
- Alternative Press Music Awards
  - 2017 − Nomination Artist of the Year
  - 2017 − Nomination Song of the Year per Paranoia
  - 2016 − Nomination Best Guitarist a Kevin Skaff
  - 2015 − Nomination Best Singer a Jeremy McKinnon
  - 2015 − Nomination Best Guitarist a Kevin Skaff
  - 2015 − Best Live Band
  - 2015 − Nomination Best Music Video per End of Me
  - 2014 − Nomination Artist of the Year
  - 2014 − Nomination Album of the Year
  - 2014 − Nomination Best Live Band
- Golden Gods Awards
  - 2013 − Nomination Most Dedicated Fans
- Kerrang! Awards
  - 2016 − Best International Band
  - 2015 − Nomination Best Live Band
  - 2014 − Nomination Best Event per il concerto all'Alexandra Palace
  - 2014 − Nomination Best Video per Right Back at It Again
  - 2012 − Nomination Best International Band
  - 2011 − Nomination Best Video per All I Want
  - 2010 − Nomination Best Video per Have Faith in Me
  - 2008 − Best International Newcomer
- MTV Buzzworthy
  - 2011 − Breakthrough Band